# John Marin
John Marin (1870 - 1953). Pintor estadounidense, considerado como uno de los acuarelistas más importantes de su época. 
Nació en Rutherford, Nueva Jersey y de 1899 a 1901 estudió en la
Academia de Bellas Artes de Pensilvania. 
En 1905 viajó a Europa donde vivió durante cuatro años. Estudió en
París y visitó Roma, Londres y Ámsterdam. Durante ese periodo pintó
óleos, acuarelas y grabados. 
En 1909 tuvo lugar su primera exposición de acuarelas en 291, la
galería de Nueva York propiedad del fotógrafo estadounidense Alfred Stieglitz. 
La contribución más importante que Marin aportó a la acuarela fue la
de fragmentar y subdividir sus obras en una serie de planos
semicubistas pintados con una viva diversidad cromática. 
Su obra más conocida es su abundante serie de marinas de Maine, tales
como Las islas de Maine (1922, Colección Phillips, ciudad de
Washington). 
Otros de sus temas principales son los edificios urbanos, como en su
obra El sur de Manhattan visto desde el río, n.º 1 (1921, Museo Metropolitano de Arte, Nueva York) y los paisajes.
- Datos: Q666171
- Multimedia: John Marin / Q666171